# Hampton Wildman Parker
Hampton Wildman Parker (Giggleswick, 1897. július 5. – 1968. szeptember 2.) brit herpetológus volt. Zoológiai szakmunkákban nevének rövidítése: „Parker”.

## Élete
1923 végzett BSc címmel a Cambridge-i Egyetemen. Még ugyanabban az évben munkatárs lett a Natural History Museum Kétéltúek és Hüllők Osztályán, ahol Joan Beauchamp Proctert követően gyűjteményi igazgató lett. Ezt követően ideiglenesen George Albert Boulenger utódjaként dolgozott a zoológiai osztályon. A Cambridge-i Selwyn College-ban mesterképzésen (MSc) vett rész, ahol 1935-ben diplomázott. A második világháború alatt az Admiralitásnál szolgált. 1945 után a Natural History Museumnál dolgozott tovább, ahol a háború okozta károk rendbe hozatalában vett részt. 1947-ben átvette a zoológiai osztály irányítását, ezt a posztot egészen 1947-ig töltötte be. 1947-ben doktorált a Leideni Egyetemen, doktori munkájának témája Szomália kígyói voltak. 1957-ben megkapta a Brit Birodalom Rendjét. 
Hampton Wildman Parker több mint 200 tudományos cikket írt a különböző országok herpetofaunájáról, beleértve fosszilis fajokat is. Különösen érdekelte az akkor még létező déli békák (Leptodactylidae), valamint a szűkszájúbéka-félék (Microhylidae) családja, melyekről 1934-ben monográfiát készített. Tanulmányozta a szomáliai gyíkfajokat és kígyókat is. Nyugdíjba menetele után írta a Snakes of the World - Their Ways of Means and Living (1963) és a Natural History of Snakes (1965) című műveket.

## Az általa leírt taxonok
Számos taxont ő írt le elsőként, ezek közé tartozik a Pseudophryne major, Flectonotus fitzgeraldi, Astylosternus occidentalis, Leptopelis jordani, Breviceps poweri, Amietophrynus camerunensis valamint a Janetaescincus veseyfitzgeraldi vakondgyíkféle. Emellett 52 különböző hüllőfajt is ő írt le elsőként.

## A tiszteletére elnevezett taxonok
Parker nevét több taxon tudományos neve őrzi:
- Cercosaura parkeri
- Chamaelycus parkeri
- Emoia parkeri
- Myriopholis parkeri
- Phelsuma parkeri
- Prasinohaema parkeri
- Sphaerodactylus parkeri
- Tropidophis parkeri
- Zonurus parkeri (a Cordylus tropidosternum szinonímája).[2]

## Művei
- 1933: Some frogs and toads of Trinidad
- 1934: A monograph of the frogs of the family Microhylidae
- 1942: The Lizards of British Somaliland
- 1949: The snakes of Somaliland and the Sokotra Islands
- 1949: Guide for the identification and reporting of stranded whales, dolphins and porpoises and turtles on the British coasts
- 1963: Snakes of the World – Their Ways of Means and Living
- 1965: Natural History of Snakes